# Liste der Bodendenkmale in Melbeck
In der Liste der Bodendenkmale in Melbeck sind alle Bodendenkmale der niedersächsischen Gemeinde Melbeck aufgelistet. Die Quelle ist der Denkmalatlas Niedersachsen. Der Stand der Liste ist der 26. August 2024.

## Allgemein
In den Spalten finden sich folgende Informationen des Bodendenkmales :
- Lage        : geographische Koordinaten
- Bezeichnung : Bezeichnung lt. Denkmalatlas
- Beschreibung: Beschreibung lt. Denkmalatlas
- ID          : Objekt-ID
- Bild        : Bild, ggf. zusätzlich mit Link zu weiteren Fotos im Medienarchiv Wikimedia Commons.

## Melbeck
| Lage                         | Bezeichnung             | Beschreibung | ID       | Bild |
| ---------------------------- | ----------------------- | --- | -------- | ---- |
| 53° 10′ 56″ N, 10° 22′ 29″ O | Melbeck 64, Grabhügel   | Dm. 12 m und H. 0,7 m. Kuppe abgeflacht, Hügelfuß schwach abgesetzt und östlicher Randbereich durch Böschungsmauer begrenzt. | 28934736 | BW   |
| 53° 11′ 33″ N, 10° 24′ 6″ O  | Melbeck 68, Grabhügel   | Leicht oval, Durchmesser ca. 32 m und Höhe 2,3 m. Kuppe nach Süden schräg abgeflacht und Oberfläche unregelmäßig. Nordöstlich der Hügelmitte eine große Eingrabung. Im Süden durch zwei Abgrabungen vier Findlinge halb freigelegt. Am Nordostrand kleinere Eingrabung. | 28934741 | BW   |
| 53° 11′ 39″ N, 10° 23′ 56″ O | Melbeck 69, Grabhügel   | Rund, Durchmesser 23 m und Höhe 1,7 m. Deutlich abgesetzt, Kuppe abgeflacht und zwei sehr große und mehrere größere Eingrabungen. Große Tierbaue. | 28934742 | BW   |
| 53° 11′ 40″ N, 10° 23′ 57″ O | Melbeck 70, Grabhügel   | Rund, Durchmesser 22,5 m und Höhe 1,4 m. Oberfläche zerwühlt und um die Hügelmitte zieht sich ein ca. 0,8 m tiefer und 0,6 m breiter Graben. Tierbaue. | 28934743 | BW   |
| 53° 11′ 40″ N, 10° 23′ 58″ O | Melbeck 71, Grabhügel   | Fast rund, Durchmesser 9 m und Höhe 0,9 m. An den Nordnordwestrand stoßen trogartige Vertiefung an und am Nordostrand durch Holzrückspuren angeschnitten. | 28934744 | BW   |
| 53° 11′ 26″ N, 10° 23′ 50″ O | Melbeck 72, Grabhügel   | Fast rund, Durchmesser ca. 18 m und Höhe ca. 0,7 m. Rand auslaufend. Von Nordost nach Südwest verlaufen Pflanzfurchen. | 28934745 | BW   |
| 53° 11′ 33″ N, 10° 24′ 43″ O | Melbeck 73, Grabhügel   | Oval, Nord-Süd orientiert, Länge 20 m, Breite 16 m und Höhe 1,8 m. Rand abgesetzt und Kuppe bis auf halbe Höhe abgetragen. Eine Böschung am Rand im Süden, Westen und Norden. Dort linige Kuhlen.                                                                       | 28934747 | BW   |
| 53° 10′ 4″ N, 10° 26′ 4″ O   | Melbeck 82, Grabhügel   | Durchmesser 23 m und Höhe 1,5 m. Rand schwach abgesetzt und im Norden durch eine Eigentumsgrenze angeschnitten. In nördlicher Böschung eine große Eingrabung. | 28934756 | BW   |
| 53° 9′ 27″ N, 10° 24′ 33″ O  | Melbeck 90, Grabhügel   | Fast rund, Durchmesser 18 m und Höhe 1,2 m. Rand abgesetzt. In der Mitte eine flache Mulde und flache Nord-Süd verlaufende Pflanzfurchen. | 28934860 | BW   |
| 53° 9′ 47″ N, 10° 26′ 22″ O  | Melbeck 123, Grabhügel  | Durchmesser 16 m und Höhe 1,6 m. Deutlich abgesetzt. Parallel zur (Nordwest-Südost orientierten) Böschungskante des Straßengrabens läuft ein Grenzgraben über den Hügel. Im Hügelzentrum bis hin zum Grenzgraben große alte Eingrabung.                                 | 28934991 | BW   |
| 53° 9′ 41″ N, 10° 24′ 18″ O  | Melbeck 130, Altstraße  | | 28934108 | BW   |
| 53° 10′ 1″ N, 10° 24′ 1″ O   | Melbeck 131, Wegespuren | Name: „Alter Hessenkarrenweg“. Annähernd N-S verlaufende, im N-Teil nach NNO ziehende Wegespuren; besonders im N als tief eingefahrene Hohlwege ausgeprägt. T. bis 7 m; Br. d. Wegsohle bis 3 m; obere lichte Weite bis 15 m. Zu den Enden im S und N hin auslaufend.   | 28934998 | BW   |
| 53° 11′ 27″ N, 10° 24′ 5″ O  | Melbeck 138, Wegespuren | | 28935005 | BW   |
| 53° 11′ 30″ N, 10° 23′ 54″ O | Melbeck 139, Grabhügel  | Rund, Durchmesser 17 m und Höhe 1 m. Kuppe abgeflacht und Rand auslaufend. | 28935006 | BW   |
| 53° 11′ 28″ N, 10° 24′ 3″ O  | Melbeck 140, Grabhügel  | Rund, Durchmesser 24 m und Höhe 1,8 m. Kuppe abgeflacht und leicht eingetieft. Rand abgesetzt. Auf der östlichen Böschung flache Mulden. Am Nordwest- und am Nordnordostrand Eingrabungen.                                                                              | 28935007 | BW   |
| 53° 9′ 18″ N, 10° 24′ 28″ O  | Melbeck 170, Wegespuren | | 35428855 | BW   |
| 53° 9′ 32″ N, 10° 24′ 16″ O  | Melbeck 171, Wegespuren | | 35428734 | BW   |
| 53° 9′ 33″ N, 10° 24′ 4″ O   | Melbeck 172, Wegespuren | | 28935138 | BW   |
| 53° 9′ 58″ N, 10° 23′ 51″ O  | Melbeck 179, Grabhügel  | Fast rund, Durchmesser 18,5 m und Höhe 1,3 m. Kuppe plateauartig abgeflacht und Ost-West orientiert. Rand abgesetzt und im Süden geht er in einen Steilhang über. Dort Tierbaue und eine Nord-Süd orientierte Schneise.                                                 | 28935145 | BW   |
| 53° 9′ 59″ N, 10° 23′ 45″ O  | Melbeck 180, Grabhügel  | Fast rund, Durchmesser 18 m und Höhe 1 m. Rand im Norden auslaufend, sonst abgesetzt. Kuppe abgeflacht. Osthälfte von flachen Pflanzfurchen in Nord-Süd-Richtung überzogen.                                                                                             | 28935244 | BW   |

### Melbeck 1
ID:28934128; Westlich von Melbeck im Bereich des Bahnhofs Melbeck liegt beiderseits der Schienen ein ursprünglich sehr großes Grabhügelfeld, das sich im Westen in der Gmgk. Embsen fortsetzt. Auf Melbecker Gebiet sind heute von ehemals mindestens 69 Grabhügeln sieben Anlagen westlich der Bahnlinie und ein Hügel östlich der Bahnlinie erhalten. Zu der Nekropole gehört auch ein Urnenfriedhof, von dem 1940/41 vier Gräber freigelegt wurden. Durchmesser der erhaltenen Hügel 7–23 m; Höhe 0,4 – 1,7 m. Die Nekropole gehört vermutlich in den Übergang Bronzezeit – frühe Eisenzeit und fällt in die Zeit des Übergangs von der Körper- zur Brandbestattung.

| Lage                         | Bezeichnung | Beschreibung | ID       | Bild |
| ---------------------------- | ----------- | --- | -------- | ---- |
| 53° 10′ 57″ N, 10° 22′ 15″ O | Melbeck 34  | Fast rund, Durchmesser 23 m und Höhe 1,7 m. Kuppe leicht eingesenkt und der Rand abgesetzt. Im Westnordwestteil Schanzgrube von 3 × 2 m Weite mit schmalem Schanzgraben, vom westlichen Hügelrand her. Im Süden anscheinend eine kleine Eingrabung.                      | 28934489 | BW   |
| 53° 10′ 58″ N, 10° 22′ 14″ O | Melbeck 35  | Fast rund, Durchmesser 15 m und Höhe 1,3 m. Kuppe abgeflacht, Rand abgesetzt und Nordwestrand angegraben. | 28934491 | BW   |
| 53° 10′ 57″ N, 10° 22′ 13″ O | Melbeck 67  | Fast rund, Durchmesser 20 m und Höhe 1,6 m. Kuppe abgeflacht und Rand abgesetzt. Drei große tiefe Schanzgruben am Westrand (Durchmesser: 2,5 × 2,5 m), in der östlichen Böschung (Durchmesser: 2 × 2 m) und in der südlichen Böschung (Durchmesser: 2 × 2 m). Tiergänge. | 28934739 | BW   |
| 53° 10′ 58″ N, 10° 22′ 11″ O | Melbeck 91  | Fast rund, Durchmesser 14 m und Höhe 1 m. Kuppe abgeflacht und nach Osten hin abfallend. Rand abgesetzt. Tiergänge und am Ostnordostrand kleiner Windwurf. | 28934861 | BW   |
| 53° 10′ 58″ N, 10° 22′ 16″ O | Melbeck 92  | Dm. 7 m; H. 0,4 m. Kuppe abgeflacht. Rand auslaufend. | 28934862 | BW   |
| 53° 10′ 59″ N, 10° 22′ 14″ O | Melbeck 93  | Durchmesser 13 m und Höhe 0,4 m. Kuppe abgeflacht und Rand im Süden auslaufend. | 28934863 | BW   |
| 53° 11′ 0″ N, 10° 22′ 14″ O  | Melbeck 94  | Durchmesser ca. 8 m und Höhe 0,4 m. Zerwühlt. In der Mitte eine ca. 3 × 2 m große und 0,5 m hohe Erdanhäufung. | 28934864 | BW   |

### Melbeck 84
ID:28934758; Am Südhang und auf der Kuppe des Dorfstellsberges liegen vier Erhöhungen, von denen drei (FStNr. 85–87) als Grabhügel identifiziert werden konnten. Bei FStNr. 84 könnte es sich ebenfalls um einen (vielleicht überwehten) Grabhügel handeln. Auf dem südlich anschließenden Acker sind mindestens zwei (an Verfärbung erkennbar FStNr. 89 und 125) Grabhügel eingeebnet worden. Die erhaltenen Hügel haben Durchmesser von 14 – 16 m und Höhe von 0,6 – 1,1 m. FStNr. 85 und 87 sind oval; bei FStNr. 85 könnte es sich um einen Doppelhügel handeln.

| Lage                         | Bezeichnung | Beschreibung                                                                                                | ID       | Bild |
| ---------------------------- | ----------- | --- | -------- | ---- |
| 53° 10′ 51″ N, 10° 22′ 56″ O | Melbeck 85  | Oval, Nordnordwest-Südsüdost orientiert, Länge 16 m, Breite 15 m und Höhe 0,8 m. In der Mitte eingesattelt. | 28934854 | BW   |
| 53° 10′ 50″ N, 10° 22′ 56″ O | Melbeck 86  | Fast rund, Durchmesser 14 m und Höhe 1,1 m. Rand im Nordosten auslaufend und sonst abgesetzt.               | 28934855 | BW   |
| 53° 10′ 50″ N, 10° 22′ 59″ O | Melbeck 87  | Oval, Ost-West orientiert, Länge 15 m, Breite 10 m und Höhe 0,6 m. Kuppe abgeflacht.                        | 28934856 | BW   |

### Melbeck 88
ID:28934857; Westsüdwest.ich von Melbeck; beiderseits eines von der Straße nach Kolkhagen abzweigenden Weges nach Emsen liegt eine Gruppe von mindestens drei großen Grabhügeln (Durchmesser 16–20 m). Südlich des Weges FStNr. 88; nördlich davon der beim Wegebau angeschnittene heute längliche Hügel FStNr. 148 sowie die Rundhügel FStNr. 146–147. Bei der nördlich von FStNr. 88 liegenden FStNr. 126 dürfte es sich ebenfalls um einen (zerstörten) Grabhügel handeln.

| Lage                         | Bezeichnung | Beschreibung | ID       | Bild |
| ---------------------------- | ----------- | --- | -------- | ---- |
| 53° 10′ 36″ N, 10° 22′ 42″ O | Melbeck 88  | Fast rund, Durchmesser ca. 20 m und Höhe ca. 1,5 m. Kuppe flach und leicht nach Süden abgeschrägt. Im Bereich der östlichen Böschung eine rezente Aufschüttung.                                                                             | 28934858 | BW   |
| 53° 10′ 39″ N, 10° 22′ 50″ O | Melbeck 146 | Fast rund, Durchmesser 18 m und Höhe 1 m. Kuppe abgeflacht. Rand nach Süden auslaufend, sonst leicht abgesetzt. Über den Hügel verläuft von Ost nach West eine Schneise. Besonders am Ost- und Westrand Nord-Süd orientierte Pflanzfurchen. | 28935013 | BW   |
| 53° 10′ 38″ N, 10° 22′ 52″ O | Melbeck 147 | Fast rund, Durchmesser 17 m und Höhe 1,7 m. Kuppe abgeflacht und Rand abgesetzt. Dort große Tierbaue. | 28935014 | BW   |
| 53° 10′ 37″ N, 10° 22′ 58″ O | Melbeck 148 | Länglich, Ost-West orientiert, ehemals rund und im Süden für den Wegbau abgegraben, Länge 16 m, Breite 10,5 m und Höhe 1,2 m. Am Nordrand eine Ost-West verlaufende Schneise und eine Eingrabung erkennbar.                                 | 28935015 | BW   |

### Melbeck 95
ID:28934865; Nordöstlcih der Kuppe des Hengstberge liegt ein Grabhügelfeld mit 27 sicher erkennbaren, erhaltenen Grabhügeln (FStNr. 95–113, 115–121, 135), mindestens einem weitgehend zerstörten Grabhügel (FStNr. 133) sowie zwei Erhöhungen, bei denen es sich ebenfalls um Grabhügel handeln könnte (FStNr. 114, 134) und eine Wegespur (FStNr. 136). Die erhaltenen (z. T. beschädigten) Hügel haben 5,5 – 19 m Durchmesser und 0,2 – 1,5 m Höhe. Die Wegespur FStNr. 136 ist ca. 80 m lang; sie führt – von Norden kommend – zwischen den Hügeln FStNr. 135 und 133 hindurch in den Ostteil des Gräberfeldes hinein.

| Lage                         | Bezeichnung | Beschreibung | ID       | Bild |
| ---------------------------- | ----------- | --- | -------- | ---- |
| 53° 10′ 23″ N, 10° 23′ 29″ O | Melbeck 95  | Fast rund, Durchmesser 11 m und Höhe 0,5 m. Rand auslaufend. Am Südrand quadratische Schanzgrube von 3 m Seitenlänge und ca. 0,3 m Tiefe.                                                                                    | 28934866 | BW   |
| 53° 10′ 23″ N, 10° 23′ 30″ O | Melbeck 96  | Oval, ONO-WSW orientiert. L. 13 m; Br. 10 m; H. 0,6 m. Rand läuft im W aus, im O schwach, sonst deutlich abgesetzt. Über die N-Hälfte eine Schneise von O nach W. Durch Tierbaue gestört.                                    | 28934867 | BW   |
| 53° 10′ 23″ N, 10° 23′ 30″ O | Melbeck 97  | | 28934868 | BW   |
| 53° 10′ 23″ N, 10° 23′ 30″ O | Melbeck 98  | Dm. 7 m; H. 0,3 m. Rand auslaufend. In der Kuppe eine flache Eingrabung; auf der N-Hälfte Pflanzfurchen. Durch Tierbaue gestört.                                                                                             | 28934869 | BW   |
| 53° 10′ 23″ N, 10° 23′ 31″ O | Melbeck 99  | Fast rund, Durchmesser 10 m und Höhe 0,7 m. Kuppe abgeflacht und Rand abgesetzt. Die südliche Hügelböschung reicht in eine schmale Schneise hinein. Dort Tierbaue.                                                           | 28934870 | BW   |
| 53° 10′ 23″ N, 10° 23′ 31″ O | Melbeck 100 | Dm. 6 m; H. 0,2 m. Kuppe abgeflacht. Rand auslaufend. | 28934871 | BW   |
| 53° 10′ 22″ N, 10° 23′ 32″ O | Melbeck 101 | Dm. 9 m; H. 0,4 m. Flach gewölbt. Rand auslaufend. In der Mitte eine Eingrabung (Dm. 3 m, T. 0,5 m); darin einige faustgroße Steine. Von O nach W verlaufende Pflanzfurchen.                                                 | 28934872 | BW   |
| 53° 10′ 22″ N, 10° 23′ 33″ O | Melbeck 102 | Annähernd rund, Durchmesser 10 m und Höhe 0,7 m. Flach gewölbt. Von Nordnordwest nach Südsüdost Pflanzfurchen und ein Granitstein.                                                                                           | 28934873 | BW   |
| 53° 10′ 22″ N, 10° 23′ 31″ O | Melbeck 103 | Fast rund, Durchmesser 12 m und Höhe 1 m. Rand auslaufend und dort bis zu kopfgroße Granitsteine sichtbar. | 28934874 | BW   |
| 53° 10′ 21″ N, 10° 23′ 32″ O | Melbeck 104 | Fast rund, Durchmesser 8 m und Höhe 0,4 m. Flach gewölbt und der Rand auslaufend. Dort Tierbaue. | 28934875 | BW   |
| 53° 10′ 21″ N, 10° 23′ 33″ O | Melbeck 105 | Fast rund, Durchmesser von 9–9,5 m. Rand im Süden auslaufend, sonst abgesetzt. In der Kuppe eine flache Eintiefung und Tierbaue.                                                                                             | 28934876 | BW   |
| 53° 10′ 21″ N, 10° 23′ 32″ O | Melbeck 106 | Fast rund, Durchmesser ca. 6,5 m und Höhe 0,2 m. Kuppe abgeflacht und Rand auslaufend. Am Ostrand zwei eimergroße Steinbrocken.                                                                                              | 28934877 | BW   |
| 53° 10′ 20″ N, 10° 23′ 32″ O | Melbeck 107 | Durchmesser 5,5 m und Höhe 0,2 m. Rand fließend auslaufend. Größere Findlinge (Dm. ca. 0,8 m) und mehrere kopfgroße Steine dort sichtbar.                                                                                    | 28934878 | BW   |
| 53° 10′ 20″ N, 10° 23′ 32″ O | Melbeck 108 | Oval Nord-Süd orientiert, L. 8 m, Br. 6 m und H. 0,45 m. Rand auslaufend. Von Pflanzfurchen überzogen und dort einige bis zu kopfgroße Granitsteine.                                                                         | 28934879 | BW   |
| 53° 10′ 20″ N, 10° 23′ 32″ O | Melbeck 109 | Fast rund, Durchmesser 11,5 m und Höhe 0,8 m. Flach gewölbt. Dort Pflanzenfurchen, Tierbaue und wenige bis zu kopfgroßen Steinen.                                                                                            | 28934880 | BW   |
| 53° 10′ 20″ N, 10° 23′ 31″ O | Melbeck 110 | Ost-West orientiert, Länge 19 m, Breite 13 m und Höhe 1,5 m. Stark gewölbt und der Rand auslaufend. Zerwühlt und im Osten eine große Eingrabung.                                                                             | 28934881 | BW   |
| 53° 10′ 21″ N, 10° 23′ 29″ O | Melbeck 111 | Dm. 9 m; H: 0,5 m. Flach gewölbt, Rand auslaufend. Von flachen Pflanzfurchen überzogen. | 28934882 | BW   |
| 53° 10′ 21″ N, 10° 23′ 29″ O | Melbeck 112 | Durchmesser 15 m und Höhe 1,5 m. Hochgewölbt und Rand abgesetzt. Dort flache Pflanzfurchen und Tierbaue. Nördlich der Hügelmitte große, tiefe Eingrabung. In der Sohle der Grube mehrere doppelt–kopfgroße Steine.           | 28934883 | BW   |
| 53° 10′ 22″ N, 10° 23′ 28″ O | Melbeck 113 | Fast rund, Durchmesser 8 m und Höhe 0,3 m. Rand auslaufend. Mehrere flache Mulden und von Pflanzfurchen überzogen. Am Südrand eine Einkuhlung und viele Steine sichtbar. Östlich und nordöstlich 2 Erdhaufen.                | 28934884 | BW   |
| 53° 10′ 22″ N, 10° 23′ 27″ O | Melbeck 115 | Fast rund, Durchmesser 10 m und Höhe 0,6 m. Rand schwach abgesetzt. Von flachen Pflanzfurchen überzogen. Tierbaue und faust- bis kopfgroße Steine sichtbar. In der Kuppe eine flache, längliche, Nord-Süd orientierte Mulde. | 28934984 | BW   |
| 53° 10′ 22″ N, 10° 23′ 27″ O | Melbeck 116 | Durchmesser 10 m und Höhe 0,7 m. Rand im Westen deutlich, sonst schwach abgesetzt. In der Kuppe eine weite, flache Eintiefung. Auf der nördlichen und südlichen Böschung flache Ost-West verlaufende Pflanzfurchen.          | 28934985 | BW   |
| 53° 10′ 21″ N, 10° 23′ 27″ O | Melbeck 118 | Durchmesser 8,5 m und Höhe 0,3 m. Rand auslaufend. Drei kleine flache Mulden und flache Ost-West verlaufende Pflanzfurchen.                                                                                                  | 28934987 | BW   |
| 53° 10′ 21″ N, 10° 23′ 27″ O | Melbeck 119 | Durchmesser 10 m und Höhe 0,3 m. Rand auslaufend. Dort mehrere flache Kuhlen und flache Pflanzfurchen. | 28934988 | BW   |
| 53° 10′ 21″ N, 10° 23′ 26″ O | Melbeck 120 | Fast rund, Durchmesser 13 m und Höhe 0,6 m. Rand auslaufend. Dort Pflanzfurchen und Tiergänge. | 28934989 | BW   |
| 53° 10′ 22″ N, 10° 23′ 26″ O | Melbeck 121 | Fast rund, Durchmesser 8 m und Höhe 0,5 m. Rand auslaufend. Kleine, flache Mulde in der Kuppe und von flachen Pflanzfurchen überzogen.                                                                                       | 28934990 | BW   |
| 53° 10′ 23″ N, 10° 23′ 31″ O | Melbeck 135 | Oval, Nord-süd orientiert, Länge 11 m, Breite 6 m und Höhe 0,3 m. Kuppe abgeflacht und Rand auslaufend. | 28935002 | BW   |

### Melbeck 151
ID:28935116; Gräberfeld aus 13 runden und fünf ovalen Grabhügeln. Durchmesser der runden Hügel: 7– 12,5 m; Höhe 0,25 – 0,8 m. Länge der ovalen Hügel: 9 – 17,5 m; Breite 7–10 m; Höhe 0,4–0,55 m.

| Lage                         | Bezeichnung | Beschreibung | ID       | Bild |
| ---------------------------- | ----------- | --- | -------- | ---- |
| 53° 11′ 31″ N, 10° 23′ 24″ O | Melbeck 151 | Fast rund, Durchmesser 12 m und höhe 0,5 m. Rand auslaufend. Am Nordrand Nord-Süd verlaufende Pflanzfurchen. Tierbaue und am Nordnordwestrand einen Granitstein.                                              | 28935117 | BW   |
| 53° 11′ 30″ N, 10° 23′ 24″ O | Melbeck 152 | Fast rund, Durchmesser 11,5 m und Höhe 0,5 m. Rand auslaufend. Dort Nord-Süd verlaufende Pflanzfurchen und Tierbaue.                                                                                          | 28935118 | BW   |
| 53° 11′ 31″ N, 10° 23′ 25″ O | Melbeck 153 | Rund, Durchmesser 10 m und Höhe 0,5 m. Rand auslaufend. Dort Tierbaue und nordwestlich der Mitte ein Granitstein.                                                                                             | 28935119 | BW   |
| 53° 11′ 30″ N, 10° 23′ 25″ O | Melbeck 154 | Oval, Nord-Süd orientiert, Länge 11,5 m, Breite 10 m und Höhe 0,55 m. Dort von Norden nach Süden verlaufende Pflanzfurchen und Tierbaue.                                                                      | 28935120 | BW   |
| 53° 11′ 30″ N, 10° 23′ 26″ O | Melbeck 155 | Fast rund. Dm. 11 m; H. 0,6 m. Durch Tierbaue und von N nach S verlaufende Schneise gestört. | 28935121 | BW   |
| 53° 11′ 29″ N, 10° 23′ 26″ O | Melbeck 156 | Oval, O-W orientiert. L. 11 m; Br. 7,5 m; H. 0,4 m. Rand auslaufend. Von N nach S über den Hügel verlaufende Schneise.                                                                                        | 28935122 | BW   |
| 53° 11′ 29″ N, 10° 23′ 28″ O | Melbeck 157 | Rund, Durchmesser 9,5 m und Höhe 0,5 m. Rand auslaufend. Dort Tierbaue und von Norden nach Süden verläuft Schneise mit Fahrspur.                                                                              | 28935123 | BW   |
| 53° 11′ 28″ N, 10° 23′ 27″ O | Melbeck 158 | Oval, NW-SO orientiert. L. 9,5 m; Br. 7 m; H. 0,45 m. SW-Teil durch Waldweg geschnitten. | 28935124 | BW   |
| 53° 11′ 29″ N, 10° 23′ 25″ O | Melbeck 159 | Oval, Nordwest-Südost orientiert, Länge 9 m, Breite 7,5 m und Höhe 0,5 m. Rand auslaufend und im Nordosten durch Waldweg geschnitten. Tierbaue.                                                               | 28935125 | BW   |
| 53° 11′ 28″ N, 10° 23′ 25″ O | Melbeck 160 | Fast rund, Durchmesser 8 m und Höhe 0,3 m. Kuppe abgeflacht und Rand auslaufend. Tierbaue. | 28935126 | BW   |
| 53° 11′ 28″ N, 10° 23′ 25″ O | Melbeck 161 | Rund, Durchmesser 12,5 m und Höhe 0,7 m. Tierbaue und von Norden nach Süden verlaufende Schneise. | 28935127 | BW   |
| 53° 11′ 28″ N, 10° 23′ 25″ O | Melbeck 162 | Fast rund, Durchmesser 8 m und Höhe 0,25 m. Rand auslaufend. | 28935128 | BW   |
| 53° 11′ 27″ N, 10° 23′ 25″ O | Melbeck 163 | Fast rund, Durchmesser 12 m und Höhe 0,7 m. Rand abgesetzt. Dort Tierbaue. | 28935129 | BW   |
| 53° 11′ 27″ N, 10° 23′ 25″ O | Melbeck 164 | Oval, N-S orientiert. L. 17,5 m; Br. 8 m; H. 0,5 m. Rand auslaufend. Von O nach W verlaufende Fahrspur. Am NNO-Rand sehr großer Granitfindling mit Bruchkante, im N-Bereich drei überfaustgroße Granitsteine. | 28935130 | BW   |
| 53° 11′ 27″ N, 10° 23′ 27″ O | Melbeck 165 | Fast rund, Durchmesser 11 m und Höhe 0,6 m. Rand auslaufend. Dort Tierbaue. | 28935131 | BW   |
| 53° 11′ 27″ N, 10° 23′ 27″ O | Melbeck 166 | Fast rund, Durchmesser 12 m und Höhe 0,8 m. Von Norden nach Süden verlaufen Pflanzfurchen. | 28935132 | BW   |
| 53° 11′ 28″ N, 10° 23′ 27″ O | Melbeck 167 | Fast rund, Durchmesser 10,5 m und Höhe 0,4 m. Rand auslaufend und dort Tierbaue. | 28935133 | BW   |
| 53° 11′ 29″ N, 10° 23′ 29″ O | Melbeck 168 | Rund. Dm. 7 m; H. 0,3 m. Rand auslaufend. | 28935134 | BW   |